# Sebastian Steblecki
Sebastian Steblecki (Cracovia, 16 gennaio 1992) è un calciatore polacco, centrocampista del Chrobry Głogów.

## Caratteristiche tecniche
Interno di centrocampo, può giocare come esterno su entrambe le fasce.

## Carriera

### Club
Il 1º settembre 2014 si trasferisce al Cambuur nei Paesi Bassi in cambio di 50000 €.

### Nazionale
Ha giocato nella nazionale polacca Under-21.